# Half-Life: Blue Shift
Half-Life: Blue Shift è la seconda espansione di Half-Life, uscita nel 2001, e come la precedente (Opposing Force) anch'essa sviluppata da Gearbox Software. Il gioco segue le gesta di Barney Calhoun, un agente di sicurezza di Black Mesa che si può incontrare nelle prime fasi di gioco di Half-Life.
Blue Shift viene considerato meno curato rispetto al precedente Opposing Force per due principali motivi: l'assenza di nuove armi o nuovi nemici (tutti già presenti in Half-Life) e la minore durata di gioco. La novità maggiore è l'introduzione dell'High Definition Pack, una patch che aggiunge versioni migliorate della maggior parte dei modelli 3D, applicabile anche all'originale Half-Life e all'altra espansione, Opposing Force.

## Trama
Come Opposing Force, in Blue Shift vivremo la storia dell'originale Half-Life da un altro punto di vista, ovvero quello di una delle tante guardie di sicurezza che lavorano a Black Mesa. Nello specifico, mentre avviene la cascata di risonanza, il protagonista sta effettuando della manutenzione ad un ascensore. Dopo essere rinvenuti, scopriremo cosa è successo, e che la base è invasa sia da creature aliene che da forze speciali, decise ad uccidere i sopravvissuti all'incidente. Il nostro scopo sarà quello di sopravvivere e trovare un modo di uscire vivi, utilizzando le risorse scientifiche del dottor Rosenberg. Inoltre Half-Life: Blue Shift è il primo Half-Life a non terminare con un discorso del G-Man.

### Capitoli
Living Quarters Outbound
Durante l'introduzione a bordo della monorotaia si possono osservare nuovi dettagli sulla base scientifica, come fast food e lavanderie automatiche. Si può notare anche Gordon Freeman passare sopra una monorotaia che passa dopo essere arrivati a destinazione.
Insecurity
Arrivato al terzo livello del complesso, Barney prima si deve equipaggiare; quindi viene mandato ad aiutare due scienziati alle prese con un ascensore che non funziona (lungo il percorso è possibile notare il G-Man su una monorotaia. Non ci saranno altre apparizioni), ma proprio mentre riesce a sbloccarlo avviene il disastro: i cavi si spezzano, l'ascensore precipita e Barney perde i sensi.
Duty Calls
Dopo avere ripreso i sensi, Barney cerca di scoprire cosa è successo. Uno scienziato ancora in vita gli suggerisce di passare attraverso il canale fognario; da un tombino vedrà due marine gettare il cadavere di un agente della sicurezza.
Captive Freight
Barney arriva in superficie. Incontrerà il Dr. Rosenberg, scienziato sopravvissuto tenuto prigioniero dai militari, che ha escogitato un piano per scappare: utilizzare un dispositivo di teletrasporto al quale stava lavorando.
Focal Point
Per il corretto funzionamento del teletrasporto, Barney dovrà andare su Xen e attivare un dispositivo in grado di regolare il macchinario.
Power Struggle
Ora il teletrasporto è correttamente calibrato, ma è privo di energia: Barney dovrà ricaricare la batteria.
A Leap of Faith
Finalmente Barney, Rosenberg e altri due scienziati riescono a teletrasportarsi in un punto sicuro all'uscita del "tunnel sud", a cinque miglia da Black Mesa (come indica un cartello), dalla quale scappare.
Deliverance
Calhoun entra nel teletrasporto proprio mentre i militari fanno irruzione nell'area. Dopo qualche problema di teletrasporto (durante i quali Barney prima torna temporaneamente su Xen, poi vede Gordon Freeman privo di sensi trascinato dai militari), i sopravvissuti scappano da Black mesa.

## Modalità di gioco
Half-Life: Blue Shift, a differenza di tutti gli Half-Life, non ha una modalità multigiocatore.